# قصروک
قصروک (کردی: قه‌سرۆک، Qesrok) یک شهرک در استان نینوای کشور عراق است.